# Lista de monarhi ai Regatului Leonului

Blazonul Regatului Leonului şi Coiful Roial

În timpul domniei lui Ordono I al Asturiei (850 - 866), regatul a început să fie cunoscut sub numele de Leon. În 910, a fost fondat un regat independent al Leonului atunci când regele Asturiei a împărțit teritoriul între cei trei fii ai săi.
Lista de mai jos a monarhiei Leonului este o continuare a Listei monarhilor ai Regatului Asturiei.

## Dinastia Astur-Leon
| Poză | Name                | Naștere | Domnie                   | Deces             | Note                                                                        |
| ---- | ------------------- | ------- | ------------------------ | ----------------- | --------------------------------------------------------------------------- |
|      | Ordono I            | 831     | 850 – 27 mai 866         | 27 mai 866        |                                                                             |
|      | Alfonso al III-lea  | c. 848  | 866 – 10 decembrie 910   | 10 decembrie 910  |                                                                             |
|      | Garcia I            | c. 871  | 910 – 914                | 914               |                                                                             |
|      | Ordono al II-lea    | c. 873  | 914 – 924                | 924               | și rege al Regatului Galiciei din 910                                       |
|      | Fruela al II-lea    | c. 875  | 924 – 925                | 924               | și rege al Regatului Galiciei din 924 și rege al Regatului Austriei din 910 |
|      | Alfonso al IV-lea   | c. 890  | 924 – 931                | 933               | a abdicat                                                                   |
|      | Ramiro al II-lea    | c. 900  | 931 – 950                | 950               |                                                                             |
|      | Ordono al III-lea   | c. 926  | 951 – 956                | 956               |                                                                             |
|      | Sancho I            | ?       | 956 – 958                | 966               |                                                                             |
|      | Ordono al IV-lea    | c. 926  | 958 – 960                | 962               |                                                                             |
|      | Sancho I            | ?       | 960 – 966                | 966               |                                                                             |
|      | Ramiro al III-lea   | 961     | 966 – 984                | 985               |                                                                             |
|      | Bermundo al II-lea  | 956     | 982 – 999                | 999               |                                                                             |
|      | Alfonso al V-lea    | 994     | 999 – 1028               | 1028              |                                                                             |
|      | Bermundo al III-lea | 1010    | 1028 – 4 septembrie 1037 | 4 septembrie 1037 |                                                                             |

## Dinastia Jimenez
| Poza | Nume                            | Naștere               | Domnie                                   | Deces                 | Note                                                         |
| ---- | ------------------------------- | --------------------- | ---------------------------------------- | --------------------- | ------------------------------------------------------------ |
|      | Ferdinand I                     | 1017                  | 1037–1065                                | 1065                  |                                                              |
|      | Alfonso al VI-lea               | înainte de iunie 1040 | 1065 – ianuarie 1072                     | 29 iunie/1 iulie 1109 | detronat de fratele său (restaurat mai târziu în același an) |
|      | Sancho al II-lea                | 1036/1038             | ianuarie 1072 – 7 octombrie 1072         | 7 octombrie 1072      | și rege al Castiliei (1065–1072)                             |
|      | Alfonso al VI-lea (încă o dată) | înainte de iunie 1040 | 7 octombrie 1072 – 29 iunie/1 iulie 1109 | 29 iunie/1 iulie 1109 | și rege al Castiliei (1072–1109)                             |
|      | Urraca                          | 1082                  | 1109 – 8 martie 1126                     | 8 martie 1126         | și regină a Castiliei (1109–1126)                            |

## Casa de Ivrea
Aceștia sunt descendenții, în linia masculină, a soțului Urracăi, Raymond de Burgundia
| Poza                                                                | Nume                 | Naștere                    | Domnia                | Deces              | Note                                                             |
| ------------------------------------------------------------------- | -------------------- | -------------------------- | --------------------- | ------------------ | ---------------------------------------------------------------- |
|                                                                     | Alfonso al VII-lea   | 1 martie 1105              | 1135 – 21 august 1157 | 21 august 1157     | și rege al Galiciei (1111–1157) și rege al Castiliei (1126–1157) |
|                                                                     | Ferdinand al II-lea  | 1 martie 1137              | 1157–1188             | 22 ianuarie 1188   |                                                                  |
|                                                                     | Alfonso al IX-lea    | 15 august 1171             | 1188–1230             | 23 septembrie 1230 |                                                                  |
| Toți împărații din continuare au fost, de asemenea, regii Castiliei |                      |                            |                       |                    |                                                                  |
|                                                                     | Ferdinand al III-lea | 30 iulie sau 5 august 1199 | 1230–1252             | 30 mai 1252        | și rege al Castiliei din 1217, canonizat în 1671                 |
|                                                                     | Alfonso al X-lea     | 23 noiembrie 1221          | 1252–1284             | 4 aprilie 1284     |                                                                  |
|                                                                     | Sancho al IV-lea     | 1257 sau 1258              | 1284–1295             | 25 aprilie 1295    |                                                                  |
|                                                                     | Ferdinand al IV-lea  | 6 decembrie 1285           | 1295–1312             | 7 septembrie 1312  |                                                                  |
|                                                                     | Alfonso al XI-lea    | 13 august 1311             | 1312–1350             | 26/27 martie 1350  |                                                                  |
|                                                                     | Petru al Castiliei   | 30 august 1334             | 1350–1369             | 23 martie 1369     |                                                                  |

## Casa de Trastamara
Henric al II-lea a fost fiul nelegitim al lui Alfonso al XI-lea. A fost făcut Duce de Trastamara.
| Poza | Nume                | Naștere           | Domnie    | Deces              | Note                                                                        |
| --- | ------------------- | ----------------- | --------- | ------------------ | --------------------------------------------------------------------------- |
| | Henric al II-lea    | 13 ianuarie 1334  | 1369–1379 | 29 mai 1379        |                                                                             |
| | Ioan I              | 24 august 1358    | 1379–1390 | 9 octombrie 1390   |                                                                             |
| | Henric al III-lea   | 4 octombrie 1379  | 1390–1406 | 1406               |                                                                             |
| | Ioan al II-lea      | 6 martie 1405     | 1406–1454 | 20 iulie 1454      |                                                                             |
| | Henric al IV-lea    | 5 ianuarie 1425   | 1454–1474 | 11 decembrie 1474  |                                                                             |
| | Isabela I           | 22 aprilie 1451   | 1474–1504 | 28 noiembrie 1504  |                                                                             |
| | Ioana               | 6 noiembrie 1479  | 1504–1555 | 12 aprilie 1555    | A înnebunit în 1506. Toți membrii familiei au profitat de pe urma bolii ei. |
| Regenți |                     |                   |           |                    |                                                                             |
| | Filip I             | 22 iulie 1478     | 1504–1506 | 25 septembrie 1506 | Soțul Ioanei                                                                |
| | Ferdinand al II-lea | 10 martie 1452    | 1506–1516 | 23 ianuarie 1516   | Tatăl Ioanei                                                                |
| La acea vreme (1516), uniunea regatelor Spaniei este numită Spania și Carol I este primul rege al Spaniei. |                     |                   |           |                    |                                                                             |
| | Carol Quintul       | 24 februarie 1500 | 1516–1556 | 21 septembrie 1558 | Fiul Ioanei                                                                 |